# Forum Wysp Pacyfiku
Forum Wysp Pacyfiku (ang. Pacific Islands Forum), do 2000 Forum Południowego Pacyfiku (ang. South Pacific Forum) – organizacja międzynarodowa, utworzona 5 sierpnia 1971 na spotkaniu w Wellington (Nowa Zelandia), w celu omawiania wspólnych problemów krajów południowego Pacyfiku. Siedziba organizacji mieści się w Suvie (Fidżi). Forum Wysp Pacyfiku jest obserwatorem w Zgromadzeniu Ogólnym Organizacji Narodów Zjednoczonych. W celu współpracy gospodarczej pomiędzy członkami organizacji powołano Biuro Współpracy Gospodarczej Południowego Pacyfiku (South Pacific Bureau for Economic Cooperation). Pod egidą Forum w 1985 zawarto traktat z Rarotonga o utworzeniu na południowym Pacyfiku strefy bezatomowej. Na szczycie w Biketawa (Kiribati) w 2000 przywódcy krajów Forum przyjęli deklarację z Biketawa, dotyczącą współpracy regionalnej w dziedzinie bezpieczeństwa i przeciwdziałania politycznej destabilizacji krajów regionu. 50. szczyt Forum odbył się w dniach 13–16 sierpnia 2019 w Funafuti (Tuvalu), poruszono na nim m.in. problem zmian klimatu.

## Członkowie
Do Forum Wysp Pacyfiku należy 17 krajów:
- Australia
- Fidżi (zawieszone w okresie 2 maja 2009 – 22 października 2014[9][10])
- Mikronezja
- Nauru
- Niue
- Nowa Kaledonia
- Nowa Zelandia
- Palau
- Papua-Nowa Gwinea
- Polinezja Francuska
- Samoa
- Tonga
- Tuvalu
- Vanuatu
- Wyspy Cooka
- Wyspy Marshalla
- Wyspy Salomona

Członkiem stowarzyszonym Forum jest  Tokelau.
Dawni członkowie:
- Kiribati[12]

## Władze
Źródło:
Dyrektorzy Biura Współpracy Gospodarczej Południowego Pacyfiku:
- Mahe Tupouniua (listopad 1972 – luty 1980)
- Gabriel Gris (luty 1980 – 12 marca 1982)
- Jon Sheppard (p.o. marzec 1982 – styczeń 1983)
- Mahe Tupouniua (styczeń 1983 – luty 1986)
- Henry Naisali (luty 1986 – wrzesień 1988)

Sekretarze generalni:
- Henry Naisali (wrzesień 1988 – styczeń 1992)
- Ieremia Tabai (styczeń 1992 – styczeń 1998)
- Noel Levi (luty 1998 – 16 stycznia 2004)
- Greg Urwin (16 stycznia 2004 – maj 2008)
- Feleti Teo (p.o. czerwiec – sierpień 2008)
- Tuiloma Neroni Slade (sierpień 2008 – 4 grudnia 2014)
- Meg Taylor (4 grudnia 2014 – 21 maja 2021)
- Henry Puna (21 maja 2021 – 23 maja 2024)[14]
- Baron Waqa (od 3 czerwca 2025)[1]